# 極移

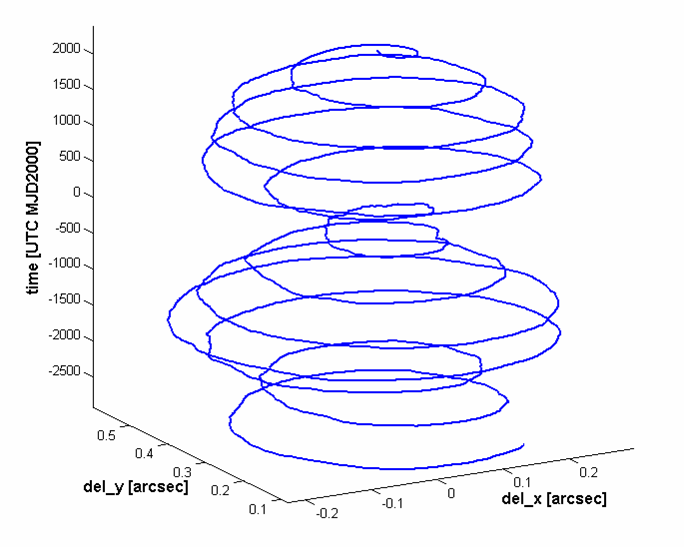
极移量随时间的变化，其中极移量的单位是角秒（0.1角秒约合3米），时间的单位是儒略日

极移，或称地极移动，是指因地球自转轴在地球体内位置的变化而形成的地极点在地球表面上的位置发生变化的现象。地球自转轴与地面的交点称为地极点。地球表面的物质运动（如洋流、海潮等）以及地球内部的物质运动（如地幔运动），都会使极点的位置产生变化。地极点所处的瞬时位置被称为瞬时极，而某一时间段内极点的平均位置被称为平均极。极移会对以地球北极为基点的地心地固坐标系（ECEF）造成影响，使其坐标轴指向发生变化。这种变化通常是缓慢且微小的，大致表现为瞬时极在一个直径约0.5角秒的圆上绕平均极以逆时针方向旋转。
与岁差和章动不同，极移是地球坐标系本身的变动，它会使地表各测站的天文坐标发生变化，但不会影响天体在天球坐标系中的坐标。极移和岁差、章动及日长变化一同构成了地球定向参数（EOP）。

## 地极坐标

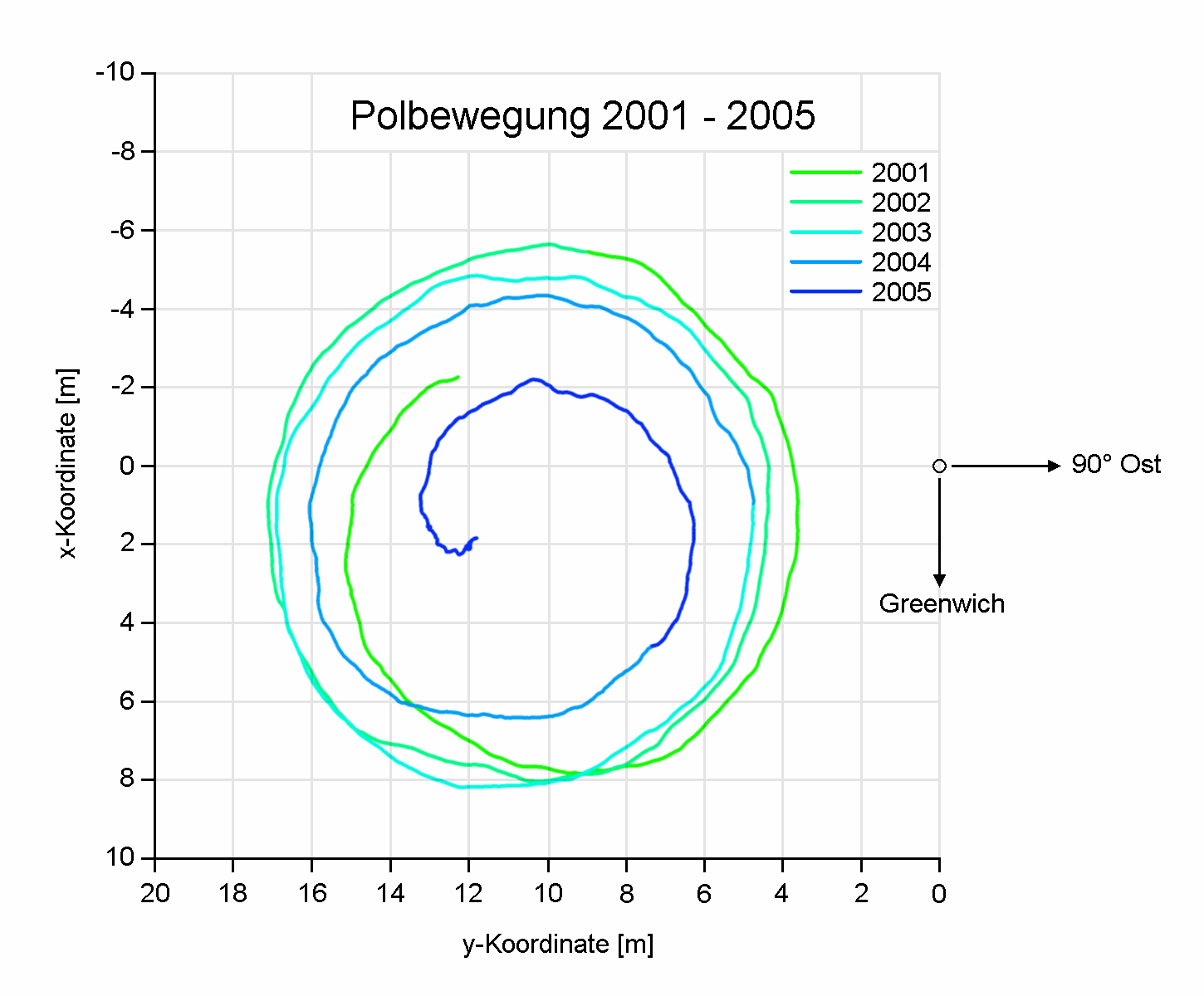
2001年至2005年地极的移动，国际协议原点位于图中右侧，X轴正向指向下方，Y轴正向指向左方

地极坐标是表达瞬时极与平均极相对位置的一种方式。这一坐标将平均极作为原点，并以一对正交的子午线分别作为该坐标系的X轴和Y轴。在国际地球自转服务（IERS）提供的瞬时极坐标中，原点采用IERS参考极（IRP），X轴正向为本初子午线，Y轴正向为270°经线。IERS参考极与国际协议原点（CIO）存在着 {\displaystyle \pm 0''.03} 的差异。

## 组成
极移由三个主要成分组成。其一是周期约435天的自由摆动，也被称为钱德勒摆动，其方向为逆时针，幅度平均为0.15秒。其二是由空气和水团的季节性分布变化所引起的受迫摆动，其周期为一年，方向亦为逆时针，幅度平均为0.10秒。其三是朝西经80°方向的不规则漂移，平均速率为每年约0.0035秒。前两个成分都与圓周運動近似，它们的叠加使得瞬时极的轨迹呈现出具有明显特征跳动形状。
除了上述三个主要成分外，极移还存在着由海洋潮汐和由引力矩引起的周期性变化，前者的周期不足一日，后者的周期不足两日。

## 成因

### 刚体的旋转
将地球视为刚体计算得到的极移周期又称欧拉周期（英語：the Euler period），其长度约为305天，比钱德勒摆动的周期略短。对于刚性地球，其旋转的性质可以通过欧拉动力学方程予以描述。

#### 欧拉动力学方程
由欧拉动力学方程，刚性地球的角动量 {\displaystyle {\vec {H}}}、转动向量 {\displaystyle {\vec {\omega }}}  、角动量的变化速率{\displaystyle {\partial {\vec {H}} \over \partial t}}，和其所受的合外力矩 {\displaystyle {\vec {L}}} 存在如下关系：
{\displaystyle {\partial {\vec {H}} \over \partial t}+{\vec {\omega }}\times {\vec {H}}={\vec {L}}}
以各坐标的分量进行表达，将上式进行展开，可以得到：
{\displaystyle {\begin{cases}A{\dot {\omega }}_{1}+(C-B)\omega _{2}\omega _{3}=L_{1}\\B{\dot {\omega }}_{2}+(A-C)\omega _{1}\omega _{3}=L_{2}\\C{\dot {\omega }}_{3}+(B-A)\omega _{1}\omega _{2}=L_{3}\end{cases}}}
其中， {\displaystyle A} 、{\displaystyle B} 及 {\displaystyle C} 表示地球相对于地固坐标系的三个坐标轴的转动惯量。这三个转动惯量隐含在角动量 {\displaystyle {\vec {H}}} 和惯性张量 {\displaystyle I} 的关系中，即：
{\displaystyle {\vec {H}}=I\times {\vec {\omega }}={\begin{pmatrix}A&0&0\\0&B&0\\0&0&C\end{pmatrix}}\times {\begin{pmatrix}\omega _{1}\\\omega _{2}\\\omega _{3}\end{pmatrix}}}

#### 旋转地球体
若选取地固坐标系的主中心惯性轴为坐标轴的Z轴，且坐标系的原点在地球质心上，由旋转对称性可以得到 {\displaystyle A=B}。此时，从欧拉动力学方程能够导出：
{\displaystyle {\begin{cases}A{\dot {\omega }}_{1}+(C-A)\omega _{2}\omega _{3}=L_{1}\\A{\dot {\omega }}_{2}+(A-C)\omega _{1}\omega _{3}=L_{2}\\C{\dot {\omega }}_{3}=L_{3}\end{cases}}}
在地球不受外力矩作用的情况，即 {\displaystyle {\vec {L}}=0} 的情况下，上述方程组变为：
{\displaystyle {\begin{cases}A{\dot {\omega }}_{1}+(C-A)\omega _{2}\omega _{3}=0\\A{\dot {\omega }}_{2}+(A-C)\omega _{1}\omega _{3}=0\\C{\dot {\omega }}_{3}=0\end{cases}}\Longrightarrow {\begin{cases}A{\dot {\omega }}_{1}+(C-A)\omega _{2}\Omega =0\\A{\dot {\omega }}_{2}+(A-C)\omega _{1}\Omega =0\\\omega _{3}={\text{const}}=\Omega \end{cases}}}
第三条方程式表明了 {\displaystyle \omega _{3}} 是个常数，且与地球自转的角速率 {\displaystyle \Omega } 相等。对前两条方程式，可以进一步求偏导：
{\displaystyle {\begin{cases}A{\dot {\omega }}_{1}+(C-A)\Omega \cdot \omega _{2}=0\\A{\dot {\omega }}_{2}+(A-C)\Omega \cdot \omega _{1}=0\\\end{cases}}\Longrightarrow {\begin{cases}A{\ddot {\omega }}_{1}+(C-A)\Omega \cdot {\dot {\omega }}_{2}=0\\A{\ddot {\omega }}_{2}+(A-C)\Omega \cdot {\dot {\omega }}_{1}=0\\\end{cases}}}
由前一方程组的第二式还可得到 {\displaystyle {\dot {\omega _{2}}}={\frac {C-A}{A}}\Omega \cdot \omega _{1}}，代入后一方程组的第一式，可得到二阶的常微分方程组：
{\displaystyle {\begin{cases}{\ddot {\omega }}_{1}+{\left[{\frac {C-A}{A}}\Omega \right]}^{2}\omega _{1}=0\\{\ddot {\omega }}_{2}+{\left[{\frac {C-A}{A}}\Omega \right]}^{2}\omega _{2}=0\\\end{cases}}\Longrightarrow {\begin{cases}\omega _{1}=p\cos {\left[({\frac {C-A}{A}}\Omega )t+\varphi _{0}\right]}\\\omega _{2}=p\sin {\left[({\frac {C-A}{A}}\Omega )t+\varphi _{0}\right]}\\\end{cases}}}
右侧的方程组是左侧方程组的解，其中的  {\displaystyle p} 是常系数，{\displaystyle \varphi _{0}}是表示初始相位的常数，上式还可表示为：
{\displaystyle {\begin{cases}\lVert {\vec {\omega }}\rVert ={\sqrt {\Omega ^{2}+p^{2}}}\\{\vec {e_{\omega }}}={\left[{\frac {\omega _{1}}{\omega }},{\frac {\omega _{2}}{\omega }},{\frac {\Omega }{\omega }}\right]}^{\text{T}}\\\end{cases}}}
上式表明，在无外力作用的情况下，地球的自转轴仍会围绕主中心惯性轴以常速率 {\displaystyle {\frac {C-A}{A}}\Omega } 作圆周运动，且其与主中心惯性轴的夹角是恒定的。这一速率即为欧拉周期所对应的频率。值得注意的是，这一摆动是地球自转轴在地球体内部的自由摆动（英語：free wobble），其转动的轴线是地固坐标系下的惯性轴而非天球坐标系中的某一轴线。因此，这类运动不会影响春分点和天体在天球坐标系中的坐标，与岁差和章动存在本质的区别。

### 物质的运动
從1900年以來，极点漂移了大約20米，部分可以歸責於地核、地幔的运动，还有类似冰川融解所造成的水體的重分配，以及地殼均衡的反彈，即過去承擔冰川或冰床的土地緩慢上升。